# 1996 BA2
1996 BA2 är en asteroid i huvudbältet som upptäcktes 24 januari 1996 av den japanska astronomen Takao Kobayashi vid Ōizumi-observatoriet.
Asteroiden har en diameter på ungefär 3 kilometer och den tillhör asteroidgruppen Vesta.